# Hanna Klose-Greger
Hanna Klose-Greger (* 9. Mai 1892 in Hochweitzschen; † 14. Januar 1973 in Karl-Marx-Stadt) war eine deutsche Malerin, Grafikerin und Schriftstellerin.

## Leben und Werk
Klose-Greger studierte von 1908 bis 1911 Malerei und Grafik an der Kunstgewerbeschule Dresden. Danach unternahm sie Reisen im In- und Ausland. Für ihre künstlerische Arbeit machte sie Studien im Zwickauer Bergbaurevier.
Sie lebte viele Jahre in Chemnitz (Karl-Marx-Stadt) in der Kassbergstrasse 40, einem Haus, das 1945 durch Bomben zerstört wurde. Hanna Klose-Greger verfasste zahlreiche historische Romane, die auf genauer Kenntnis historischer Vorgänge beruhen und die sie teilweise mit eigenen Illustrationen und Bucheinbänden bzw. Schutzumschlägen ausstattete. Daneben schuf sie gebrauchsgrafische Arbeiten wie Plakate und Ansichtskarten, darunter die preisgekrönte offizielle Festkarte zur Rathausweihe in Chemnitz im Jahr 1911. Ferner machte sie Entwürfe für Innendekorationen. So veröffentlichte die Zeitschrift „Innendekoration“ 1916 ihren Entwurf für eine Kinderspielecke in der Wohnung „Spielwinkel“.
Klose-Greger war spätestens 1928 Mitglied im Deutschen Werkbund (DWB), außerdem im Chemnitzer Künstlerkreis und im Reichsverband bildender Künstler Deutschlands. Sie gehörte zu den von den Nazis als entartet verfemten Künstlern. 1937 wurde in der Aktion „Entartete Kunst“ aus der Kunsthütte Chemnitz ihre Lithografie „Der Gelehrte“ beschlagnahmt und zerstört.

## Werke als Schriftstellerin
- Hab mich lieb. Thüringer Verlagsanstalt, Abteilung Frieses Verlag, Chemnitz, 1914 (mit eigenen Illustrationen)
- Der Silberne Bergmann, 1935
- Die Wunderblume, 1935
- Barbara Uttmann. Hase & Köhler, Leipzig, 1940
- Die Kutsche ohne Pferde und andere Erfinderschicksale, 1956
- Inka, Sohn der Sonne. Prisma-Verlag, Leipzig, 1958
- Lard, der Etrusker. Prisma-Verlag, Leipzig, 1959
- Insel der heiligen Stiere. Prisma-Verlag, Leipzig, 1957
- Roswitha von Gandersheim. Union-Verlag, Berlin, 1961
- Käthe Kollwitz. Ein Lebensbild für die Jugend. Altberliner Verlag Lucie Groszer, Berlin, 1962
- Die Sibylle vom Libanon. Union-Verlag, Berlin, 1963
- Kommst du wieder Federschlange? Prisma-Verlag, Leipzig, 1966
- Die Stadt der Elefanten. Prisma-Verlag, Leipzig, 1972

## Ausstellungen
- 1914: Chemnitz, Kunsthütte (Gruppenausstellung)
- 1923 oder 1924: Chemnitz, Galerie Gerstenberger[6]
- 1946: Chemnitz, Kaufstätte Merkur („Chemnitzer Künstler stellen aus“)[7]

### Postum
- 1977: Karl-Marx-Stadt, Galerie Oben („art femina“; mit Elisabeth Ahnert, Irene Bösch, Gerti (Gertrud) Hartmann, Erika Klier, Elisabet Schettler, Dagmar Ranft-Schinke und Martha Schrag)
- 1992: Chemnitz, Neue Chemnitzer Kunsthütte